# サイド・オマール
サイド・オマール・ビン・モハメッド・アルサゴフ（マレー語: Syed Omar bin Mohamad Alsagoff、1926年7月28日 - 1945年9月4日）は、イギリス領マラヤの王族。広島市への原子爆弾投下で被爆死した南方特別留学生サイド・オマールとして知られている。

## 来歴
ジョホール州の王族アルサゴフ家出身。イギリス領マラヤのジョホールバル生まれ。幼馴染にウンク・A・アジズがおり、のちにオマールの妹と結婚し義兄弟になる。
メダンオランダ学校（スマトラ）、ジョホールバル小学校、ジョホールバル中学校で学ぶ。
太平洋戦争勃発後進行してきた日本軍がマラヤを占領して、日本の統治が始まった。そこで南方特別留学生1期生に選抜され1943年来日、国際学友会日本語学校での語学研修の後、1944年広島高等師範学校（現広島大学）へ入学し同年卒業後、1945年4月旧制広島文理科大学（現広島大学）へ進学し教育学を専攻した。広島時代のオマールは他の留学生より日本語が達者で、優秀な成績を収めていたとの証言がある。
1945年8月6日、1限目に授業がなかったため留学生寮である興南寮にいて、2階にあった自室で被爆した。（上半身裸でアイロン掛けをしていた時に被爆し、背中を大きく火傷したともされている）。寮は崩壊したが自力で脱出し、防空壕の中へ避難していたところ、他の留学生が助けに来て彼らと合流した。翌7日から1週間に渡って大学前で野宿しながら他の日本人被爆者の救護にあたったり、唯一行方不明であった留学生ニック・ユソフの捜索にあたった。野宿する留学生たちを気の毒に思った牛田の三輪氏から部屋を提供されたことにより8月15日から移り住んだ。
8月25日上京することになり汽車に乗り込むも、オマールは悪寒を訴えていた。8月26日京都に到着、8月29日東京へ向かう出発間際に急変し、8月30日京都帝国大学医学部附属病院に入院、この時点で手遅れだった。濱島義博医師は原爆症自体が明らかになってない状況下で懸命な延命処置を行い自らの血液を輸血するなどしたが実らず、オマールは9月4日早朝病院で死亡した。19歳没。

## 墓標
その日付き添っていた京都帝大在学中の南方特別留学生らによって、その日の内に埋葬地が探された。結果当時市営墓地であった南禅寺大日山に、留学生たちによってイスラム教儀礼にしたがって埋葬された。
1957年、オマールの妹（アジズ夫人）が来日しオマールの墓を探したが見つからなかった。棒くいが2本建てられていただけの墓で、月日が経っていたため朽ち果てつつあった。1958年このことを週刊誌が取り上げ、それで事情を知った京都洛北平八茶屋の主人・園部英文が「これは京都の恥だ。立派な墓を作ってあげたい」と墓の建立に動き出した。遺族の了承を得て、英文の実弟で京都市観光局勤務・園部健吉が奔走して神戸ムスリム・モスク幹部のスタコフ氏、嵯峨野の石材店石寅の協力をえ、健吉の知己であった円光寺の提供により、1961年同寺境内にイスラム教式の墓標が建てられた。平八茶屋主人が師事していた武者小路実篤による碑文が刻まれた石碑が据えられている。
毎年9月3日に関係者によって法要が行わている。1991年4月3日と5日、非公式でマレーシア首相（当時）のマハティール・ビン・モハマド夫妻が参拝した。

## 参考資料
- 園部健吉(1980)『南方特別留学生　オマール少年の墓』（自費出版）．
- 江上芳郎 (1993). “南方特別留学生招へい事業に関する研究 (9) : 南方特別留学生と原子爆弾被爆” (PDF). 鹿兒島経大論集 (34) 1 (鹿児島国際大学):  215-241 2018年8月3日閲覧。.
- 江上芳郎 (1993). “南方特別留学生招へい事業に関する研究 (10) : 日本で死亡した4人の南方特別留学生とその墓” (PDF). 鹿兒島経大論集 (34) 2 (鹿児島国際大学):  87-106 2018年8月3日閲覧。.

## 関連書
- 『オマールさんを訪ねる旅―広島にいたマレーシアの王子様』早川幸生、かもがわ出版 (1994/2/1)
- 『わが心のヒロシマ―マラヤから来た南方特別留学生』 オスマン・プティ、 勁草書房 (1991/7/1)